# ستاري قرم

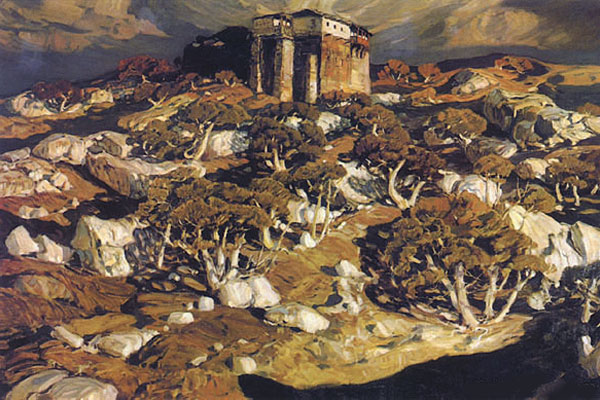
لوحة لأطلال ستاري قرم بريشة الفنان الروسي قسطنطين بوغاييفسكي (1903)

ستاري قرم (بالأوكرانية: Старий Крим، وبالروسية: Старый Крым) وتعرف بالتترية القرمية باسم إسكي قرم (بالتترية القرمية: Eski Qırım)، كما تُعرف باسم ليفكوبوليس، هي مدينة تاريخية في منطقة كيروفسكي في شرق شبه جزيرة القرم، على بُعد حوالي 25 كيلومترًا غرب مدينة فيودوسيا الساحلية. تقع المدينة ضمن المنطقة المتنازع عليها حاليًا بين روسيا وأوكرانيا. في سنة 2013 بلغ تعداد سكانها 9512 نسمة.

## الاسم
في أثناء القرن الثالث عشر الميلادي، كانت المدينة تسمى «صلغات» أو «القرم»، وظل الاسمان متداولين أثناء القرن الرابع عشر الميلادي، غير أن اسم «القرم» غلب على المدينة بحلول القرن الخامس عشر. وقد ورد ذكر المدينة قبل العصر التتري في الهاغيوغرافيا اليونانية باعتبارها مقرًا لحاكم الخزر، الذي كان يقطن قلعة فولاي في الجزء الشرقي من شبه الجزيرة، وهو ما يرجح أنه يقابل تقريبًا موقع مدينة صلغات.
أما اسم «القرم» فيرجح أنه امتداد للاسم القدم «كيميريوم» (نسبة إلى الكيميريين). وقد كان مضيق كيرتش ـ وفقًا لبطليموس وسترابو ـ يُعرف إبان الحكم الروماني للقرم باسم البوسفور الكيميري (باللاتينية: Bosporus Cimmerius) نسبة إلى مدينة كيميريوم القريبة.
وقد اشتق اسم خانية القرم (ثم اسم شبه جزيرة القرم ذاتها) من اسم المدينة، ليصبح بديلًا لاسم «توريس» أو «شبه الجزيرة التورية» الذي كان شائعًا في المصادر الغربية حتى القرن السابع عشر الميلادي.
في أعقاب ضم شبه جزيرة القرم إلى الإمبراطورية الروسية في عهد كاترين الثانية سنة 1783، صارت المدينة تُعرف بالاسم الروسي «ستاريي كريم» (ستاريي أي «قديم» بالروسية، وهو ما يرادفه في لغة تتار القرم كلمة «إسكي»). في أعقاب الغزو الروسي وسقوط خانية القرم، أُطلق على المدينة رسميًا اسم «ليفكوبوليس» (نسبة إلى اسمها الإغريقي القديم «ليوكوبوليس»، ومعناه «المدينة البيضاء») غير أن هذا الاسم لم يستخدم قط على نطاق واسع.

## تاريخ المدينة
كانت المدينة ـ فيما يبدو ـ مكانًا لقلعة خزرية قبل استيلاء التتار عليها. وقد قام التتار بقيادة باتو خان بتحصين المدينة، ثم اتخاذها عاصمة لمنطقة القرم تحت حكم القبيلة الذهبية ومقرًا لأمير القرم.
كانت مدينة القرم قبل حلول الربع الأخير من القرن الثالث عشر الميلادي مجرد قرية تضم حصنًا (في أفضل أحوالها)، غير أنها نمت في مطلع القرن الرابع عشر الميلادي لتصبح مدينة عامرة، وقد أُقطعها كيكاوس الثاني حوالي سنة 1265 م. ويرجع تاريخ أقدم نقود عُثر عليها من مسكوكات التتار في مدينة القرم إلى سنة 686 هـ (1287 م).
ازدهرت المدينة في القرن الرابع عشر الميلادي، غير أنها دُمرت أثناء الفتنة الداخلية التي نشبت في أواخر القرن الخامس عشر الميلادي، ثم أعيد تعميرها فيما يبدو، وظلت عاصمة لخانية القرم الناشئة ردحًا من الزمن (كما تشير العملات التي سُكت في القرم حتى سنة 1517 م/923 هـ)، قبل أن تتحول العاصمة إلى مدينة باختشيساراي، لتنزوي مدينة القرم إلى زوايا النسيان تدريجيًا.

## آثار المدينة
في سنة 686 هـ (1287 م) أرسل سلطان مصر المملوكي المنصور قلاوون إلى مدينة ستاري قرم (التي كانت عاصمة القرم آنذاك) مهندسًا معماريًا وألفي دينار لإقامة مسجد به وتسميته باسمه، ويذكر الأمير عمر طوسون أن آثار هذا المسجد ظلت ـ فيما يبدو ـ قائمة بين أطلال المدينة (التي يذكرها باسم «ليوكوبوليس»)، وأنها هذا المسجد كان على الطراز المصري.
كما يوجد في ستاري قرم مسجد أوزبك خان، الذي شيده أوزبك خان سنة 1314 م، وبالقرب منه أطلال مدرسة بُنيت سنة 1332 م.

## أعلام المدينة
في ستاري قرم عاش ومات الكاتب الروسي الشهير ألكسندر غرين، وفي منزله الذي عاش فيه في ستاري قرم أُنشئ متحف لتخليد ذكراه، وفيها كانت توجد مصحة لأمراض القلب كان من بين من تولوا إدارتها جراح القلب الشهير نيكولاي أموسوف.

## معرض صور

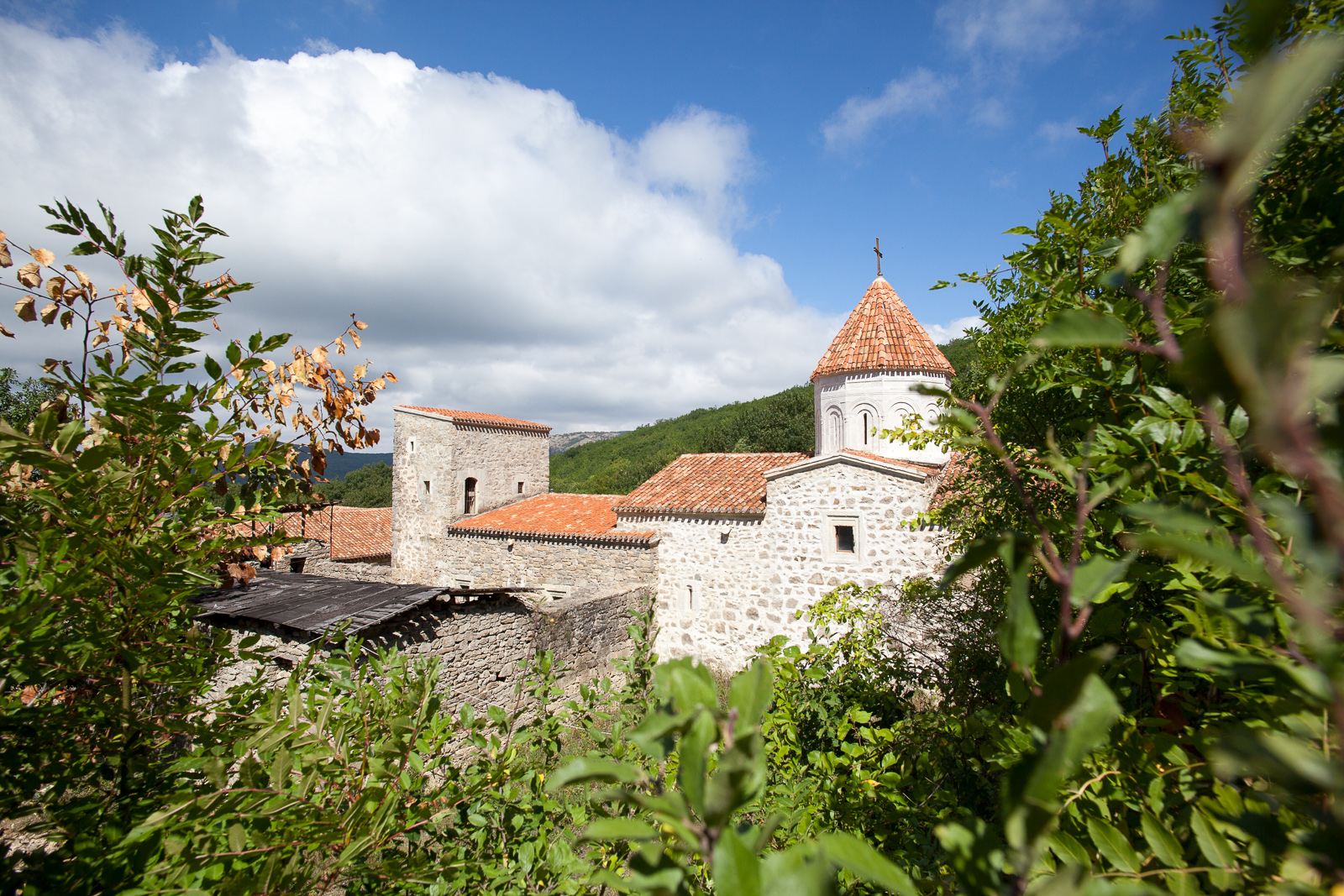
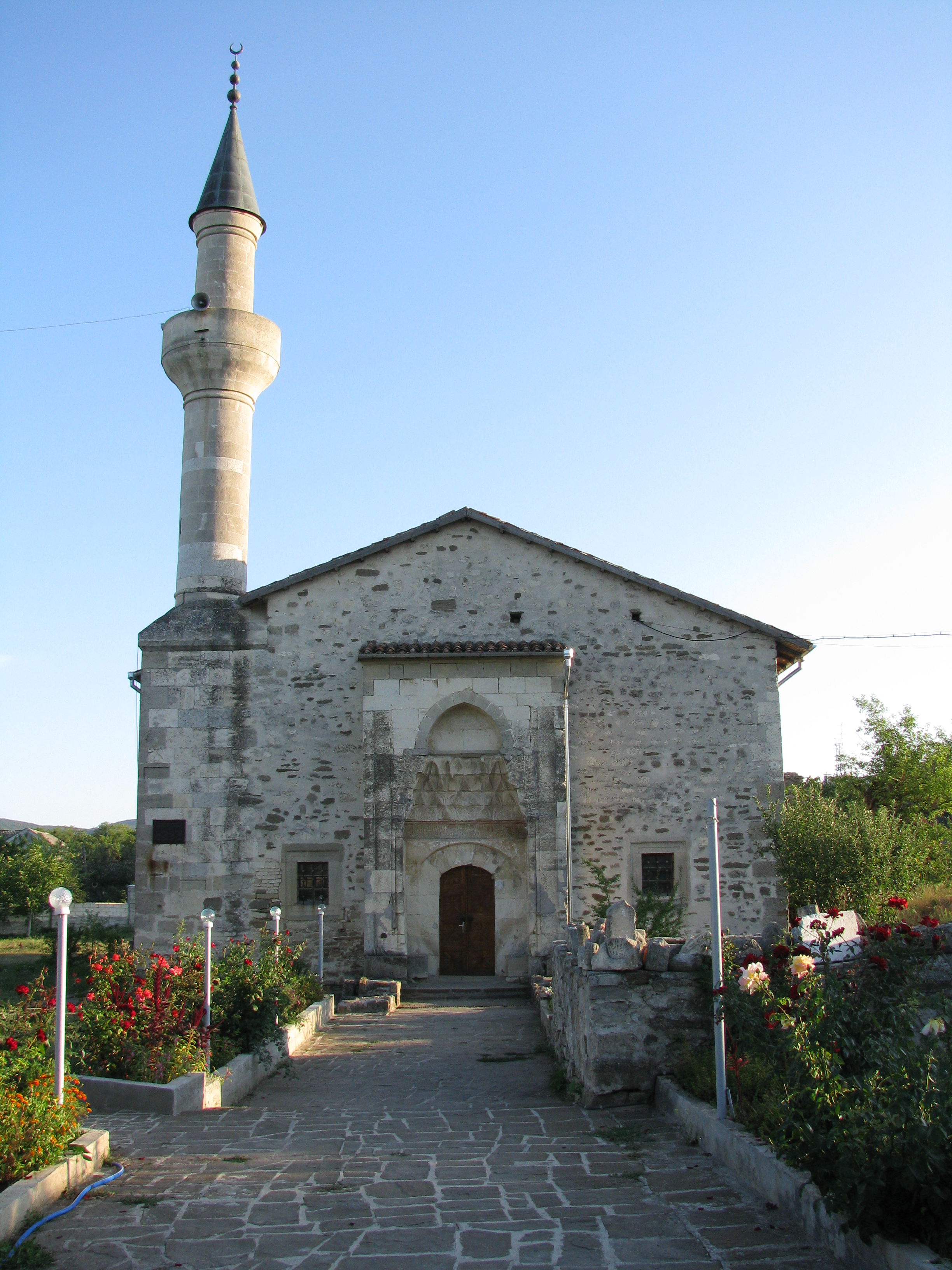
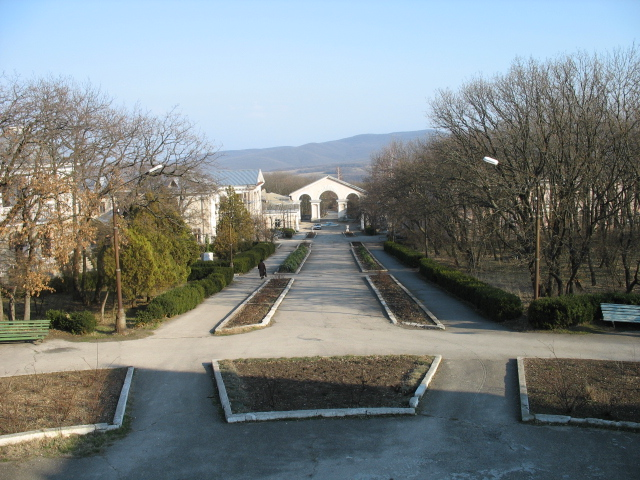